# Quê em mùa nước lũ
"Quê em mùa nước lũ" là bài hát được nhạc sĩ Tiến Luân sáng tác năm 2000, viết về trận lũ lụt ở đồng bằng sông Cửu Long trong năm đó. Đây là một trong số ít bài hát Việt Nam viết về chủ đề lũ lụt.

## Hoàn cảnh sáng tác
Năm 2000, đồng bằng sông Cửu Long đã phải đối mặt với trận lũ lụt lớn nhất lịch sử, kể từ khi có quan trắc thủy văn vào năm 1926. Trận lũ này đã làm 539 người chết trong đó có hơn 300 trẻ em, 212 người bị thương; 890.000 căn nhà, gần 14.000 phòng học, 383 cơ sở y tế bị ngập; hơn nửa triệu người phải cứu trợ khẩn cấp; gây thiệt hại khoảng trên 4.600 tỷ đồng. Chia sẻ về hoàn cảnh sáng tác, Tiến Luân cho biết: "Qua truyền hình, tôi bàng hoàng xúc động khi ống kính quay cận cảnh một bà mẹ ngồi thu lu trong góc tối ôm xác đứa con ướt sũng, gương mặt mẹ thất thần dường như bà đã khóc con đến không còn nước mắt. Cảnh tan hoang điêu tàn, nước ngập mênh mông, đàn gà chạy táo tác...". Tác giả đã viết bài hát này từ sự gợi ý của ca sĩ Hương Lan.

## Các phiên bản
Hương Lan là người đầu tiên thể hiện bài hát này. "Quê em mùa nước lũ" qua giọng hát của Hương Lan đã được phát trên Đài Truyền hình Thành phố Hồ Chí Minh và nhiều đài truyền hình khi phát động cứu trợ đồng bào bị thiên tai, lũ lụt.
Phương Mỹ Chi lần đầu hát ca khúc "Quê em mùa nước lũ" trong tập 2 chương trình Giọng hát Việt nhí mùa 1, phát sóng ngày 8 tháng 6 năm 2013  Bài hát đã góp phần giúp Phương Mỹ Chi giành ngôi á quân chương trình này và được nhiều khán giả yêu mến. Năm 2014, ca khúc "Quê em mùa nước lũ" do Phương Mỹ Chi thể hiện được vinh danh tại giải thưởng Bài hát yêu thích năm 2014. Tiếp nối thành công của bài hát, năm 2014, Phương Mỹ Chi ra album "Quê em mùa nước lũ", gồm 10 ca khúc. Năm 2015, nữ ca sĩ ra mắt video âm nhạc cho bài hát "Quê em mùa nước lũ".
Ngoài Hương Lan và Phương Mỹ Chi, ca khúc "Quê em mùa nước lũ" cũng có mặt trong album của ca sĩ Bích Thảo và được Hoài Linh cùng với Dương Triệu Vũ trình diễn trong một liveshow.